# Démocrite (Vélasquez)
Démocrite, également connu sous le titre Le Géographe est une toile de Diego Vélasquez conservée au Musée des beaux-arts de Rouen depuis 1886. Les historiens s'accordent à dater ce portrait de la première période madrilène, vers 1630, alors que Vélasquez est encore imprégné de la technique de son époque sévillane.

## Histoire

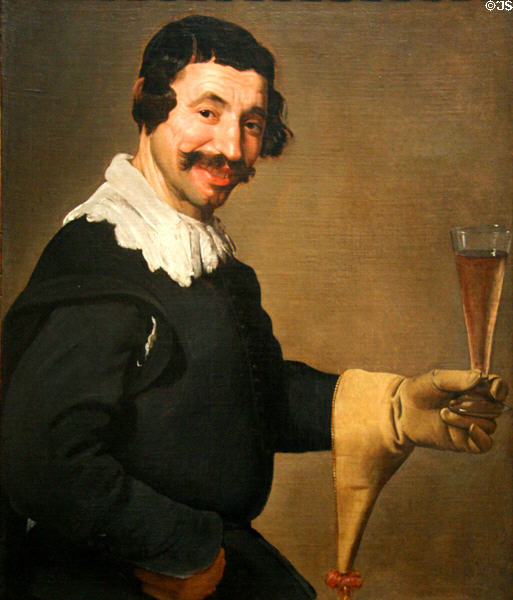
Homme tenant un verre à la main, copie au musée de Toledo (Ohio).

Démocrite de Rubens.

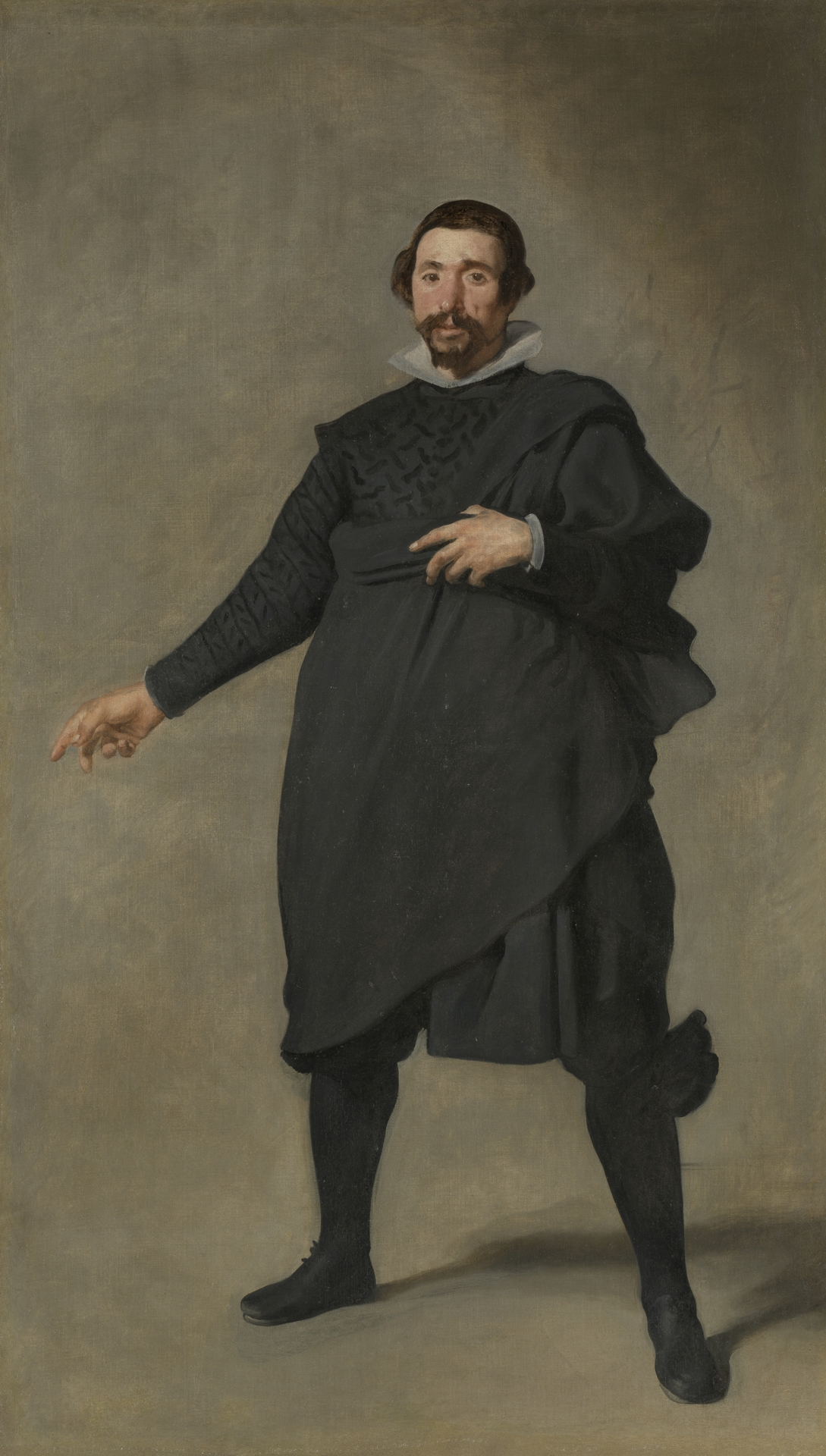
Pablo de Valladolid, portrait du bouffon de Philippe IV par Velazquez vers 1633.

Il semble s’agir du tableau mentionné sous le nom « un philosophe avec un globe en train de rire. Original de Diego Velázquez » dans l’inventaire des biens de Gaspar de Haro y Guzmán, marquis de Carpio, estimé en 1689 par Claudio Coello et José Jiménez Donoso à 1000 reals.
La toile, non signée (Vélasquez signait rarement),, fut remise en 1692 au jardinier de la marquise, Pedro Rodríguez, en compensation des salaires dus. Il fut alors décrit de nouveau dans un document publié par Pita Andrade comme « un portrait d’un bâton de philosophe riant, avec un globe, original de Diego Velázquez ». Le tableau arriva à Rouen à la fin du XVIIIe siècle, probablement par le biais de la famille du peintre Velazquez qui l'offrit au bureau des Finances de Rouen en remerciement de l'obtention de lettres de naturalité. Lors de la Révolution, il fut réquisitionné et déposé à l'abbatiale Saint-Ouen. À cette époque, il était nommé Le Géographe ou le Newton. Le collectionneur et peintre Lemonnier, chargé de l'inventaire des saisies révolutionnaires, parvint à soustraire le tableau normalement affecté au musée des Beaux-Arts de Rouen, pour son ouverture en 1809. Lemonnier acheta la toile en 1797 mais lorsqu'il vendit sa collection en 1822, le musée l'acquit. Le fonctionnaire chargé de récupérer les œuvres, garda le tableau pour sa collection personnelle. La toile était alors attribuée à José de Ribera qui était censé avoir représenté le portrait de Christophe Colomb. Le tableau n'entra finalement dans les collections du musée qu'en 1886.
Avant la réapparition des documents le mentionnant, la toile avait déjà été associée à Velazquez lors des tentatives d’identifier les personnages représentés à certains bouffons de la cour, notamment le portrait de Pablo de Valladolid, bouffon de Philippe IV (toile de Velazquez au Prado) qui présente une coiffure dite en « oreille de chien » et une expression d'ironie joyeuse similaires. L’attribution passa définitivement à Velázquez en 1880 grâce à l'expertise du conservateur de musée rouennais Gaston Le Breton et fut solennellement confirmée par le spécialiste incontesté de Velazquez, Aureliano de Beruete, qui reconnut en 1898 la facture du peintre (coups de pinceau visibles dans le visage qui donnent la forme de la pommette, rides du coin de l’œil, tendon du cou). L'historien d'art Werner Weisbach (de) avança en 1928 que le géographe était Démocrite le « philosophe qui rit » tant il était habituel de le représenter avec une mappemonde objet de son hilarité.

## Imitations ou copies
Deux imitations ou copies de l’état initial, des supposées allégories du « goût » se trouvent à Toledo (Ohio) et à Mora (Suède). Elles s’appuient sur les positions similaires des personnages sans le globe et avec la main gauche gantée pour tenir une coupe de vin pour affirmer qu’il s’agit de copies. L'atelier de Velazquez a peut-être peint d'abord, vers 1627-1628 ce modèle riant de buveur auquel Pablo de Valladolid prête sans doute les traits. Puis, il a décidé de modifier son tableau vers 1639-1640, au moment où le peintre flamand Rubens vient de terminer en 1638 son Démocrite pour le pavillon de chasse de Philippe IV, la Tour de la Parada près de Madrid. Par réflectographie infrarouge, on aperçoit en effet un repeint sur la main située sur le globe, qui à l’origine apparaissait tournée vers le haut, en soutenant quelque chose ; peut-être une boule ou un vase de cristal monté partiellement sur la mappemonde qui a été ajoutée postérieurement, lorsque le buveur fut élevé au rang de sage. Le globe et les livres apportent ainsi un caractère de nature morte dans le portrait du musée de Rouen.

## Description
La toile représente un personnage à un peu plus de mi corps, de profil, le visage tourné vers le spectateur auquel il sourit, alors que son autre main indique une mappemonde sur une table. Deux livres fermés couleur parchemin reposent également sur la table.
Le géographe est vêtu d’un pourpoint noir duquel se détache un large col blanc en dentelle de Bruges, une manche a crevé d'où perce un morceau de dentelle et une cape ocre qu’il tient dans ses bras et qui entoure son épaule. L’exécution fait appel à deux techniques distinctes. Le vêtement et le reste des éléments de la nature morte sont faits à base de coups de pinceau serrés (notamment la cape) ; alors que la tête et la main sont traitées avec des coups de pinceaux légers, un pigment très liquide qui font dire à la critique que le cadre aurait été peint vers 1628, par ses ressemblances avec Le Triomphe de Bacchus de la même époque. Les retouches, de la main de Vélasquez, pourraient avoir été réalisées en 1640. Il aurait alors repeint la tête et la main avec une technique plus évoluée.

### notes
1. ↑  Le nom de son père était « Silva », mais, conformément à la coutume portugaise, le père du peintre faisait précéder ce nom de celui reçu de sa mère : Velazquez. Il signa exceptionnellement avec les noms de ses deux parents : de Silva Velázquez.

### bibliographie
- (es) Carl Justi, Velázquez y su siglo, Madrid, Espasa-Calpe, 1953
- (es) Elena Ragusa, Velázquez, Milan, RCS Libri S.p.A., 2004 (ISBN 84-89780-54-4), « La vida y el arte. »